# Pseudotaxiphyllum densum
Pseudotaxiphyllum densum là một loài Rêu trong họ Plagiotheciaceae. Loài này được (Cardot) Z. Iwats. miêu tả khoa học đầu tiên năm 1987.